# Ulrike Meinhof
Ulrike Marie Meinhof (Oldemburgo, 7 de octubre de 1934-Prisión de Stammheim, 9 de mayo de 1976) fue una periodista y comunista alemana durante las décadas de 1960 y 1970. 
Conocida activista  de ideología izquierdista, durante su juventud trabajó como periodista para la revista konkret y estuvo comprometida con el movimiento de Oposición antisistema extraparlamentaria. En 1970 fue una de las fundadoras del grupo terrorista armado Fracción del Ejército Rojo (Rote Armee Fraktion, RAF) y también una de sus líderes durante los primeros años de existencia de la RAF, más conocido internacionalmente como banda Baader-Meinhof (por los apellidos de sus líderes-fundadores, uno de ellos la propia Ulrike). En 1972 fue arrestada por la policía y juzgada por numerosos cargos relacionados con su actividad terrorista, entre ellos decenas de asesinatos. En 1976, mientras se encontraba encarcelada tras su condena en firme y antes de que acabase de resolverse un nuevo juicio por otros presuntos actos terroristas, Meinhof apareció ahorcada en su celda.

## Biografía

### Familia e infancia
Ulrike Meinhof nació en 1934 en Oldemburgo, Alemania. En 1936, su familia se trasladó a Jena, cuando su padre, el Dr. Werner Meinhof, historiador de arte, se convirtió en director del museo de la ciudad. Su padre murió de cáncer en 1940, lo que obligó a su madre a acoger un inquilino, Renate Riemeck. En 1946, la familia se trasladó de nuevo a Oldemburgo ya que Jena pasó a la zona de ocupación soviética (como resultado de los acuerdos de Yalta). La madre de Ulrike, Dra. Ingeborg Meinhof, trabajó como docente después de la Segunda Guerra Mundial y murió ocho años después de cáncer. Renate Riemeck se convirtió en tutor de Ulrike.

### Educación superior y militancia política
Meinhof realizó estudios de filosofía, pedagogía, sociología y alemán en la Universidad de Marburgo en 1955/56. En 1957 continúa sus estudios en la Universidad de Münster, donde conoció al marxista español Manuel Sacristán (quien tras su muerte traduciría y editaría una antología de sus escritos) y se unió a la Federación Socialista Alemana de Estudiantes (Sozialistischer Deutschen Studentenbund o SDS), participando en las protestas contra el rearme del Bundeswehr y las armas nucleares propuestas por el gobierno conservador de Konrad Adenauer. Desde muy joven ya se había implicado con los movimientos pacifistas y antinucleares.
En 1958 publicó junto con otro estudiante de Münster un panfleto periódico centrado en la lucha contra el arma atómica, denominado Das Argument. Asimismo, participó en el congreso de estudiantes alemanes celebrado en la Universidad Libre de Berlín (Freie Universität Berlin). En 1957 se integró en el ilegal Partido Comunista de Alemania (Kommunistische Partei Deustchlands, KPD), aunque abandonó su militancia cuando éste fue refundado con la denominación de Partido Comunista Alemán (Deustche Kommunistische Partei, DKP), en 1968. Fue en esta época cuando pasó a participar activamente en el movimiento estudial del SDS.
Su compromiso con el movimiento antinuclear y con la oposición extraparlamentaria (Außerparlamentarische Opposition, APO) de su país se materializó en diversos artículos de opinión apoyándolo desde su puesto como redactora de la revista política Konkret («Concreto», en alemán). Se casó con Klaus Rainer Röhl, también escritor y editor de la revista, en 1961 y tuvo dos hijas gemelas, Bettina y Regine, el 21 de septiembre de 1962. Sin embargo, en 1967 se separó de su esposo y finalmente se divorciarían al año siguiente. 

### Miembro de la Fracción del Ejército Rojo

Emblema de la Fracción del Ejército Rojo.

Meinhof se vio muy afectada por el intento de asesinato del líder estudiantil Rudi Dutschke, el 11 de abril de 1968, por un militante de extrema derecha. A finales de ese año, participó en numerosas manifestaciones y actos contra la Guerra de Vietnam, durante los cuales conoció a Andreas Baader y Gudrun Ensslin. 
Al año siguiente dejó de escribir en Konkret, al considerar que se había convertido en una mera revista comercial. A partir de ese momento, Meinhof pasó a militar en varios de los grupos de izquierda más radicales en Berlín Occidental. Para entonces Meinhof se había aproximado a Gudrun Ennslin, novia del por entonces encarcelado Andreas Baader; Meinhof decidió participar en un plan para liberar a Baader de su detención, logrando que las autoridades permitieran salir a Baader de la cárcel para una entrevista en el Centro de Estudios Sociales de Berlín Oeste. Baader fue finalmente liberado por un comando armado, tras lo cual Meinhof decidió unirse al grupo armado. A los pocos días, apareció un cartel por las calles de Berlín donde se ofrecían 10 000 marcos alemanes por la captura de Meinhof. 
Tras el establecimiento de la Rote Armee Fraktion, Meinhof participó en robos a bancos y atentados con bomba contra fábricas y bases militares americanas. La prensa alemana denominó al grupo rápidamente «grupo de Baader-Meinhof». Ella escribió muchos de los ensayos y manifiestos que la banda produjo, enunciando el concepto de guerrilla urbana, utilizado para combatir lo que llamó la explotación del hombre común y el imperialismo del sistema capitalista. Algunos han cuestionado fuertemente el papel que tuvo Meinhof en la dirección de la RAF, considerándolo exagerado por la prensa, y aluden a que el rol atribuido tradicionalmente a Meinhof fue en realidad representado por Gudrun Ennslin.
Durante esta época, en sus escritos solía utilizar los pseudónimos de "Anna" y "Ranna".

### Detención y procesos judiciales
Consecuencia de la presión policial, Meinhof fue detenida en 1972 en Langenhagen. Mientras aguardaba por su juicio, testificó en el juicio de Horst Mahler en diciembre de ese año. Junto a ella fueron detenidos otros líderes de la RAF como Baader, Ensslin y Jan-Carl Raspe. Las condiciones de encarcelamiento a las que se expuso a Ulrike Meinhof fueron muy duras: en Colonia-Ossendorf llegó a estar hasta tres veces en aislamiento total. La primera vez de ellas, inmediatamente después de su detención, permaneció en esta situación durante 237 días.
Tras dos años de audiencias preliminares, Meinhof fue condenada a ocho años de prisión el 29 de noviembre de 1974.[cita requerida] Posteriormente, Meinhof, Baader, Ensslin y Raspe fueron acusados conjuntamente el 19 de agosto de 1975 de cuatro cargos de asesinato, cincuenta y cuatro de intentos de asesinato y uno de formar una asociación criminal.[cita requerida] Sin embargo, antes de que concluyera el juicio, el 9 de mayo de 1976 Meinhof fue encontrada colgada de una cuerda hecha a partir de una toalla, en su celda de la prisión de Stammheim.

### Muerte y debate posterior

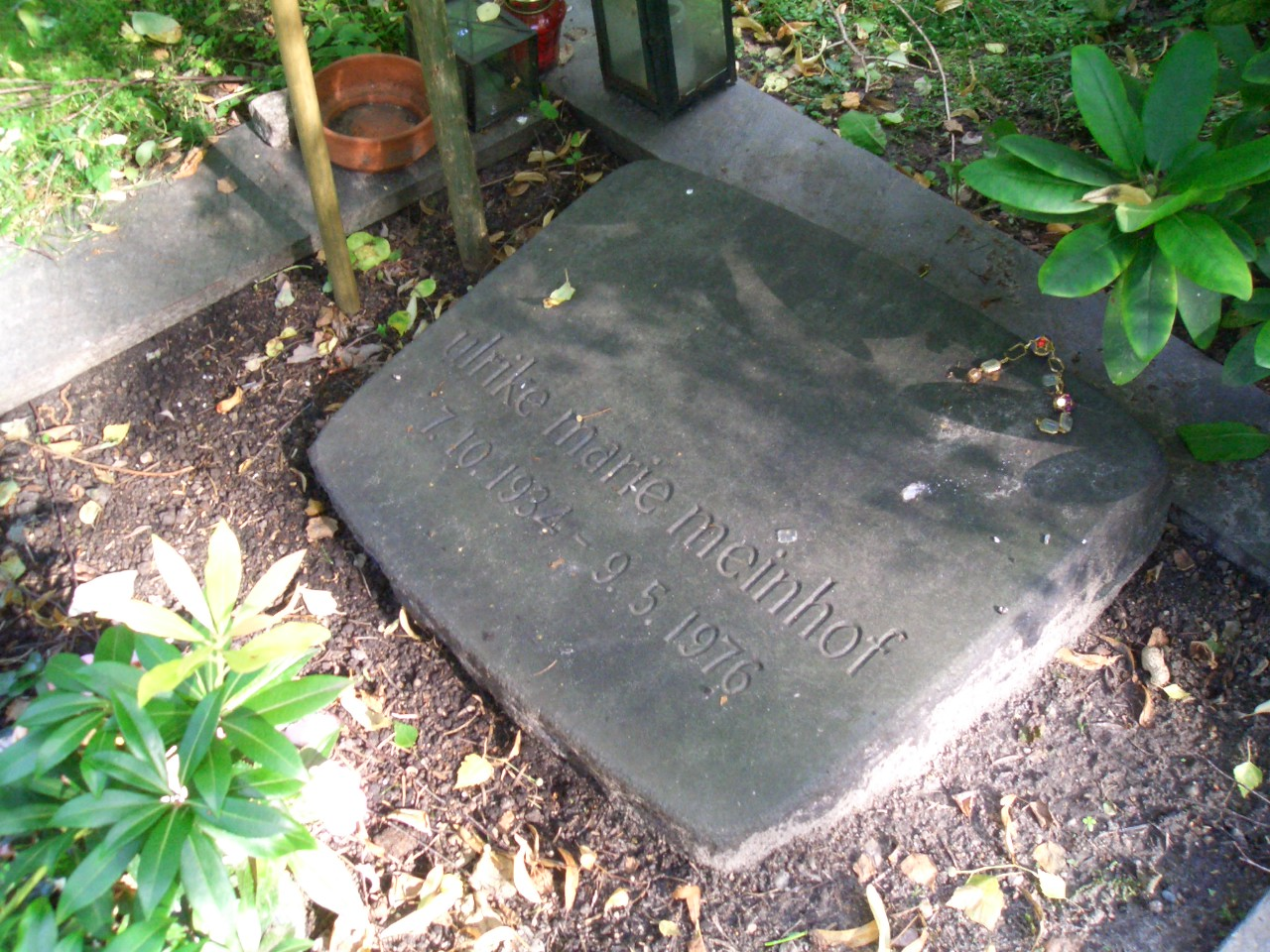
Tumba en Berlín-Mariendorf.

La última aparición pública de Meinhof fue el 4 de mayo de 1976 durante una comparecencia en el tribunal a petición de los defensores, que le pidieron aportara pruebas sobre la participación de Alemania occidental en la Guerra de Vietnam; Meinhof declaró que en parte esto había sido uno de los motivos de su radicalización, y pidió que les fuera garantizada la condición de prisioneros de guerra. De acuerdo con Jutta Ditfurth, los últimos días antes de la muerte de Meinhof fueron tranquilos y los presos de la RAF (incluyendo a la propia Ulrike) pasaban sus encuentros de media hora (varios por día) discutiendo sobre varios textos filosóficos y políticos. Uno de los guardas de Stammheim incluso notó que estuvieron riendo.
A las 09:20 del 9 de mayo el Ministerio de Justicia de Baden-Württemberg informó que Meinhof se había suicidado, aunque el primer examen post mortem del cadáver lo realizó el profesor Joachim Rauschke después de las 09:25. A las 09:34 la agencia alemana de noticias DPA anunció «suicidio por ahorcamiento». Dos horas más tarde, la autopsia oficial fue realizada por el profesor Rauschke junto con Hans Joachim Mallach en el hospital general de Stuttgart, desde las 11:45 hasta las 12:45. El resultado fue «muerte por ahorcamiento, fuera de toda duda». Según Ditfurth, las apresuradas notas de prensa que siguieron a la muerte de Meinhoff fueron similares a las que se publicaron en abril de 1972, cuando se difundió erróneamente que Meinhoff se había suicidado. En los días siguientes, los periódicos publicaron con detalle el supuesto contenido de sus pensamientos, como «comprendió su error», «se había dado cuenta de la futilidad» o «se resignó a morir».
Los partidarios de Meinhof expresaron la preocupación por las identidades de las personas elegidas por las autoridades para realizar la autopsia. En concreto Mallach había sido miembro de las Waffen-SS  (Miembro del NSDAP N.º 9154986). En 1977 hizo (sin permiso) máscaras mortuorias de Andreas Baader, Gudrun Ensslin y Jan-Carl Raspe. El profesor Rauschke fue quien había realizado la autopsia de Siegfried Hausner un año antes y ya había sido acusado de ignorar las heridas que Hausner presentaba en la cabeza, para falsear la verdadera causa de la muerte.
Dos días después, el 11 de mayo era realizada una segunda autopsia a petición de Wienke Zitzlaff, hermana de Meinhof. Para entonces habían sido retirados numerosos órganos vitales y partes de tejido. Todas las uñas habían sido cortadas, así que los doctores no pudieron determinar si había restos de lucha o resistencia ante una agresión. Algunas pruebas no pudieron ser llevadas a cabo ya que habían pasado las horas clave. Janssen concluía que la causa más probable de la muerte había sido por suicidio, si bien para llegar a una conclusión definitiva insistió en poder acceder al informe de la primera autopsia, lo que nunca le fue permitido.
En 1978, a petición del abogado de Meinhof, y del Comité Internacional de Prisioneros Políticos, se creó una comisión de investigación internacional para examinar las circunstancias en torno a la muerte de Meinhof. Esta comisión intentó acceder al informe de la primera autopsia, aunque las autoridades alemanas se negaron nuevamente. En 1978 la comisión emitió su informe, en el que señalaba que «la reivindicación inicial de que Meinhof se había suicidado no tenía base alguna, dado que los resultados de la investigación convergen en la conclusión de que no pudo haberse ahorcado. Muy probablemente estaba ya muerta cuando fue colgada y hay alarmantes signos que indican participación externa en su muerte».
Meinhof fue enterrada seis días después de su muerte en Berlín-Mariendorf.

## Tras su muerte
A finales de 2002, a raíz de las investigaciones realizadas por su hija Bettina, se descubrió que su cerebro había sido extraído de su cráneo sin el consentimiento de la familia por un hospital de Magdeburgo, después de la autopsia realizada en el marco de la investigación sobre la muerte de Meinhof. Bernhard Bogerts, psiquiatra de la Universidad de Magdeburgo, desató la polémica al declarar pseudocientíficamente que la operación que Meinhof sufrió en 1962 para tratar un tumor «había contribuido a convertirla en una terrorista». A petición de Bettina, el cerebro fue enterrado en el lugar de descanso final de Ulrike Meinhof, el 22 de diciembre de 2002.
Su nombre fue expresamente mencionado como digno de agradecimiento y respeto en la declaración final de disolución de la Fracción del Ejército Rojo (RAF), datada en marzo de 1998 y recibida por varias agencias de prensa el 20 de abril de 1998.

## Obras de Ulrike Meinhof

### En alemán
- Karl Wolff oder: Porträt eines anpassungsfähigen Deutschen. Especial para radio; dirección: Heinz Otto Müller; producción: Hessischer Rundfunk, 1964; serie Abendstudio.
- Gefahr vom Fließband. Arbeitsunfälle – beobachtet und kritisch beschrieben. Especial para radio; dirección: Peter Schulze-Rohr, producción: Hessischer Rundfunk, 1965; serie Abendstudio.
- Bambule. Teleplay; libro y producción: Ulrike Meinhof; dirección: Eberhard Itzenplitz; Südwestfunk, 1970. Publicado como guion por Wagenbach, Berlín, 1971, ISBN 978-3-8031-2428-9.
- Deutschland Deutschland unter anderm. Aufsätze und Polemiken. Berlín: Wagenbach. 1995. ISBN 3-8031-2253-8.
- Die Würde des Menschen ist antastbar. Aufsätze und Polemiken. Berlín: Wagenbach. 2004. ISBN 978-3803124913.

### En español
- Pequeña Antología. Barcelona, Anagrama, 1976. Traducido por Manuel Sacristán.
- Bambule. Barcelona, Icaria, 1978.
- Carta de una presa en la galería de la muerte y otros escritos. Barcelona, Icaria, 1978. Traducido por Pedro Marigal.

## Obras sobre Ulrike Meinhof

### Música
- El grupo punk alemán oriental de punk AufBruch le dedicó en 1986 su canción Für Ulrike.
- El grupo italiano de música electrónica Pankow le dedicó su canción «Liebe Ulrike».
- En el álbum Slap! (1990) del grupo punk británico Chumbawamba, la primera canción se titula «Ulrike» y cuenta su historia. La última canción, solo instrumental, se titula «Meinhof».
- El dúo alemán formado por Andreas Ammer y FM Einheit publicaron en 1996 su álbum Deutsche Krieger, en el cual una parte sustancial de los audios son de Ulrike Meinhof.
- El cantautor Luke Haines lanzó en su disco del año 2016 Smash The System la canción «Ulrike Meinhof's Brain Is Missing», canción que abre el disco.
- Es mencionada en las canciones Briefe aus dem toten Trakt, de Guts Pie Earshot; Stammheim (Kampf), de Weena Morloch; Broken English, de Marianne Faithfull;[17] No quiero ser otro cordero, de Pablo Hasél[18] y La planificació d'un setge de EINA.[19]
- El rapero catalán Pablo Hasél le dedicó la maqueta ''Escribiendo con Ulrike Meinhof'' que consta de 20 de sus canciones.

- El grupo italiano Erode le dedicó la canción Ulrike.

- Fermín Muguruza y The Suicide of Western Culture le dedican la primera canción del disco[20] conjunto que editaron en 2017.

- El grupo catalán KOP hace mención a Ulrike en el tercer tema de su disco "Radikal"(2016) llamado "Vides Rebels" (Vidas rebeldes):

- CATALÁN: Les nostres vides són cançons de lluita i d'amor:
som hereus de l'Ulrike, de l'Ulrike Meinhoff!
- CASTELLANO: Nuestras vidas son canciones de lucha y de amor:
somos herederos del Ulrike, de Ulrike Meinhoff!

### Teatro
- Yo, Ulrike, grito... Monólogo narrado en primera persona, escrito por Franca Rame y Dario Fo en 1977, sobre su estancia en la cárcel antes de su supuesto suicidio.[21]
- Johann Kresnik retrata la vida de Ulrike Meinhof en la pieza del mismo nombre que se estrenó en 1990 en el Teatro Bremen. Estuvo en el programa de la Ópera de Bonn durante la temporada 2005/2006.
- La obra de teatro Ulrike Maria Stuart de Elfriede Jelinek fue presentada en 2006 en el Teatro Thalia de Hamburgo.
- La extraordinaria muerte de Ulrike M., obra de Carlos Be.
- Ulrike. Mondzeit – Neonzeit, de Helma Sanders-Brahms.
- La obra Leviathan de Dea Loher trata sobre las dudas de Meinhof —llamada Marie en la representación— de continuar en la guerrilla o volver a la vida normal.

### Cine
- Ulrike Marie Meinhof; documental de Timn Koulmasis para arte, 1994.[22]
- Der Baader Meinhof Komplex (2008). Película estrenada en España con el título R.A.F.: Fracción del Ejército Rojo, donde se narra el origen y el desarrollo de dicho grupo armado y en la que el personaje de Ulrike Meinhof tiene especial protagonismo.
- Children of the Revolution; documental de 2010 que cuenta la historia de Meinhof desde la perspectiva de su hija, la periodista e historiadora Bettina Röhl.
- Yo, Ulrike, grito;[23] cortometraje dirigido por Karlos Aurrekoetxea y Polo Menárguez sobre el encierro de Ulrike Meinhof. Texto de Franca Rame y Dario Fo.